# You need the Tank-top
『You need the Tank-top』（ユー ニード ザ タンクトップ）は、ロックバンド・ヤバイTシャツ屋さんの4枚目のフルアルバム。2020年9月30日にユニバーサルシグマよりリリースされた。

## 概要
ヤバイTシャツ屋さんのフルアルバムとしては、前作の『Tank-top Festival in JAPAN』から1年9か月ぶりにリリースされた。本アルバムには、前作以降にリリースされたシングルからの4曲と新曲9曲の計13曲が収録されている。
タイトルの「You need the Tank-top」には、新型コロナウイルス感染症による生活の変化により「音楽がなくても生きていける」と感じた人に対するヤバTの「パンクロックもタンクトップも必要でしょ」というメッセージが込められている。
本アルバムは、通常盤と初回限定盤の2形態でリリースされ、初回限定盤には、2019年6月9日にサンリオピューロランドで行われた「ヤバイTシャツ屋さん Tank-top Festival in JAPAN TOUR 2019 in サンリオピューロランド」の模様を収録したDVDが付属した。
2020年10月6日に発表されたオリコンの10月12付週間アルバムランキングにて初登場1位を獲得し、シングル、アルバム通じてヤバイTシャツ屋さん初のオリコン1位獲得作品となった。

## プロモーション
リリースは2020年7月29日にYouTubeで配信されたバンド初の無料配信ライブ「無料だから許して！低画質！低音質！5曲だけライブ！！！」にて発表され、配信終了後24時間限定で各CDショップで行われた特別予約で予約すると「メンバー全員の直筆サイン入りアナザージャケット」が同梱された。翌月にはCDショップごとに計4回オンライントークイベントが配信され、その際に再度予約が可能であった。特典は「配信やサブスクリプションではなくCDそのものを購入してほしい」という思いから生まれ、結果的に予約枚数は4万3000枚にも及んだ。

## 収録曲
1. Give me the Tank-top
  - タイトルを受けて、「それなら新しいタンクトップが必要だよね」という思いが歌われている[3]。
2. 泡 Our Music
  - 9thシングル収録曲で、シングル盤とは違いアウトロが次の曲に繋がっている。
  - クラシエホームプロダクツ「いち髪」インバスシリーズ　「玄関開けて、すぐシャンプー」篇CM曲。
3. J.U.S.C.O.
  - 「ジャスコ」について歌われている。
4. 珪藻土マットが僕に教えてくれたこと
5. 原付 〜法定速度の範囲で〜
6. sweet memories
  - 8thシングル収録曲
7. はやく返してDVD
8. NO MONEY DANCE
  - ライブ定番曲。
  - 「コロナ禍で声が出せない状況でも楽しんでほしい」という思いから、「イエーイ」などが多々含まれている。
9. げんきもりもり!モーリーファンタジー
  - モーリーファンタジーとのコラボ楽曲。
10. 日本の首都、そこは東京
11. はたちのうた
  - 9thシングル収録曲。
  - 「ちちんぷいぷい」20周年記念ソング。
12. 癒着☆NIGHT
  - 8thシングル収録曲
13. 寿命で死ぬまで

## 収録内容

### Disc 1
| 全作詞・作曲: こやまたくや（#10、作詞・作曲: しばたありぼぼ）、全編曲: ヤバイTシャツ屋さん（#10、編曲: しばたありぼぼ）。 |                                         |                                                 |                                                 |      |
| # | タイトル                                | 作詞                                            | 作曲・編曲                                      | 時間 |
| 1. | 「Give me the Tank-top」                | こやまたくや（#10、作詞・作曲: しばたありぼぼ） | こやまたくや（#10、作詞・作曲: しばたありぼぼ） | 3:00 |
| 2. | 「泡 Our Music」                        | こやまたくや（#10、作詞・作曲: しばたありぼぼ） | こやまたくや（#10、作詞・作曲: しばたありぼぼ） | 3:18 |
| 3. | 「J.U.S.C.O.」                          | こやまたくや（#10、作詞・作曲: しばたありぼぼ） | こやまたくや（#10、作詞・作曲: しばたありぼぼ） | 1:15 |
| 4. | 「珪藻土マットが僕に教えてくれたこと」  | こやまたくや（#10、作詞・作曲: しばたありぼぼ） | こやまたくや（#10、作詞・作曲: しばたありぼぼ） | 4:03 |
| 5. | 「原付 〜法定速度の範囲で〜」           | こやまたくや（#10、作詞・作曲: しばたありぼぼ） | こやまたくや（#10、作詞・作曲: しばたありぼぼ） | 3:35 |
| 6. | 「sweet memories」                      | こやまたくや（#10、作詞・作曲: しばたありぼぼ） | こやまたくや（#10、作詞・作曲: しばたありぼぼ） | 2:17 |
| 7. | 「はやく返してDVD」                     | こやまたくや（#10、作詞・作曲: しばたありぼぼ） | こやまたくや（#10、作詞・作曲: しばたありぼぼ） | 2:54 |
| 8. | 「NO MONEY DANCE」                      | こやまたくや（#10、作詞・作曲: しばたありぼぼ） | こやまたくや（#10、作詞・作曲: しばたありぼぼ） | 2:54 |
| 9. | 「げんきもりもり!モーリーファンタジー」 | こやまたくや（#10、作詞・作曲: しばたありぼぼ） | こやまたくや（#10、作詞・作曲: しばたありぼぼ） | 2:37 |
| 10. | 「日本の首都、そこは東京」              | こやまたくや（#10、作詞・作曲: しばたありぼぼ） | こやまたくや（#10、作詞・作曲: しばたありぼぼ） | 1:24 |
| 11. | 「はたちのうた」                        | こやまたくや（#10、作詞・作曲: しばたありぼぼ） | こやまたくや（#10、作詞・作曲: しばたありぼぼ） | 3:14 |
| 12. | 「癒着☆NIGHT」                          | こやまたくや（#10、作詞・作曲: しばたありぼぼ） | こやまたくや（#10、作詞・作曲: しばたありぼぼ） | 3:29 |
| 13. | 「寿命で死ぬまで」                      | こやまたくや（#10、作詞・作曲: しばたありぼぼ） | こやまたくや（#10、作詞・作曲: しばたありぼぼ） | 3:25 |
| 合計時間: | 合計時間:                               | 37:25                                           |                                                 |      |

### Disc 2
| #   | タイトル | 作詞 | 作曲・編曲 |
| --- | --- | ---- | ---------- |
| 1.  | 「Tank-top Festival 2019」(2019.6.9 ヤバイTシャツ屋さん "Tank-top Festival in JAPAN" TOUR 2019 in サンリオピューロランド)       |      |            |
| 2.  | 「KOKYAKU満足度1位」(2019.6.9 ヤバイTシャツ屋さん "Tank-top Festival in JAPAN" TOUR 2019 in サンリオピューロランド)             |      |            |
| 3.  | 「ウェイウェイ大学生」(2019.6.9 ヤバイTシャツ屋さん "Tank-top Festival in JAPAN" TOUR 2019 in サンリオピューロランド)           |      |            |
| 4.  | 「MC」(2019.6.9 ヤバイTシャツ屋さん "Tank-top Festival in JAPAN" TOUR 2019 in サンリオピューロランド)                           |      |            |
| 5.  | 「ハローキティ」(2019.6.9 ヤバイTシャツ屋さん "Tank-top Festival in JAPAN" TOUR 2019 in サンリオピューロランド)                 |      |            |
| 6.  | 「ネコ飼いたい」(2019.6.9 ヤバイTシャツ屋さん "Tank-top Festival in JAPAN" TOUR 2019 in サンリオピューロランド)                 |      |            |
| 7.  | 「L・O・V・Eタオル」(2019.6.9 ヤバイTシャツ屋さん "Tank-top Festival in JAPAN" TOUR 2019 in サンリオピューロランド)             |      |            |
| 8.  | 「リセットマラソン」(2019.6.9 ヤバイTシャツ屋さん "Tank-top Festival in JAPAN" TOUR 2019 in サンリオピューロランド)             |      |            |
| 9.  | 「Tank-top of the world」(2019.6.9 ヤバイTシャツ屋さん "Tank-top Festival in JAPAN" TOUR 2019 in サンリオピューロランド)        |      |            |
| 10. | 「MC」(2019.6.9 ヤバイTシャツ屋さん "Tank-top Festival in JAPAN" TOUR 2019 in サンリオピューロランド)                           |      |            |
| 11. | 「ハッピーウエディング前ソング」(2019.6.9 ヤバイTシャツ屋さん "Tank-top Festival in JAPAN" TOUR 2019 in サンリオピューロランド) |      |            |
| 12. | 「とりあえず噛む」(2019.6.9 ヤバイTシャツ屋さん "Tank-top Festival in JAPAN" TOUR 2019 in サンリオピューロランド)               |      |            |
| 13. | 「MC」(2019.6.9 ヤバイTシャツ屋さん "Tank-top Festival in JAPAN" TOUR 2019 in サンリオピューロランド)                           |      |            |
| 14. | 「かわE」(2019.6.9 ヤバイTシャツ屋さん "Tank-top Festival in JAPAN" TOUR 2019 in サンリオピューロランド)                        |      |            |
| 15. | 「あつまれ!パーティーピーポー」(2019.6.9 ヤバイTシャツ屋さん "Tank-top Festival in JAPAN" TOUR 2019 in サンリオピューロランド)  |      |            |
| 16. | 「メンバーによるおもしろ実況解説」(特典映像)                                                                                    |      |            |